# Vincetoxicum magnificum
Vincetoxicum magnificum là một loài thực vật có hoa trong họ La bố ma. Loài này được (Nakai) Kitag. miêu tả khoa học đầu tiên năm 1959.

## Hình ảnh

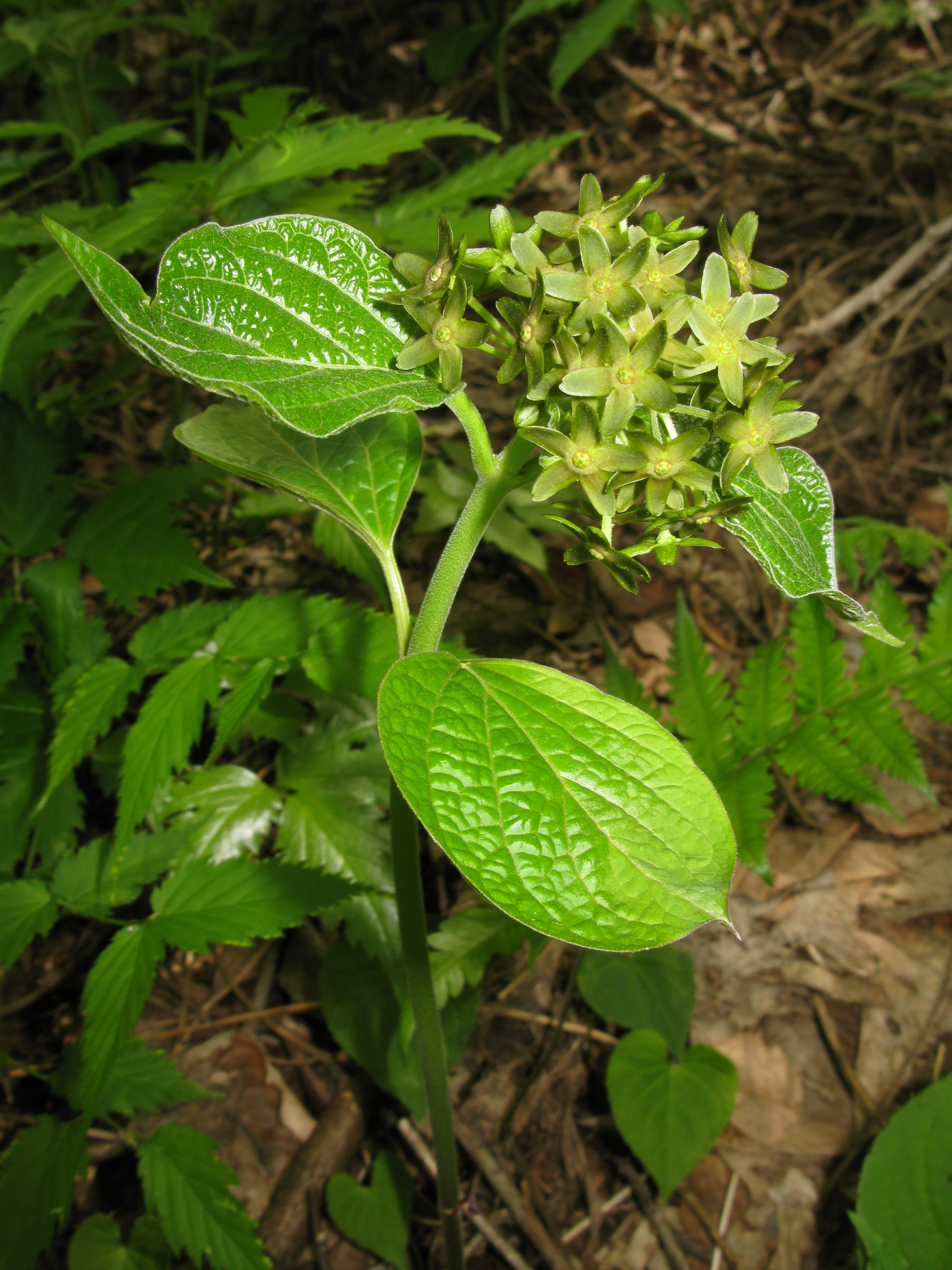
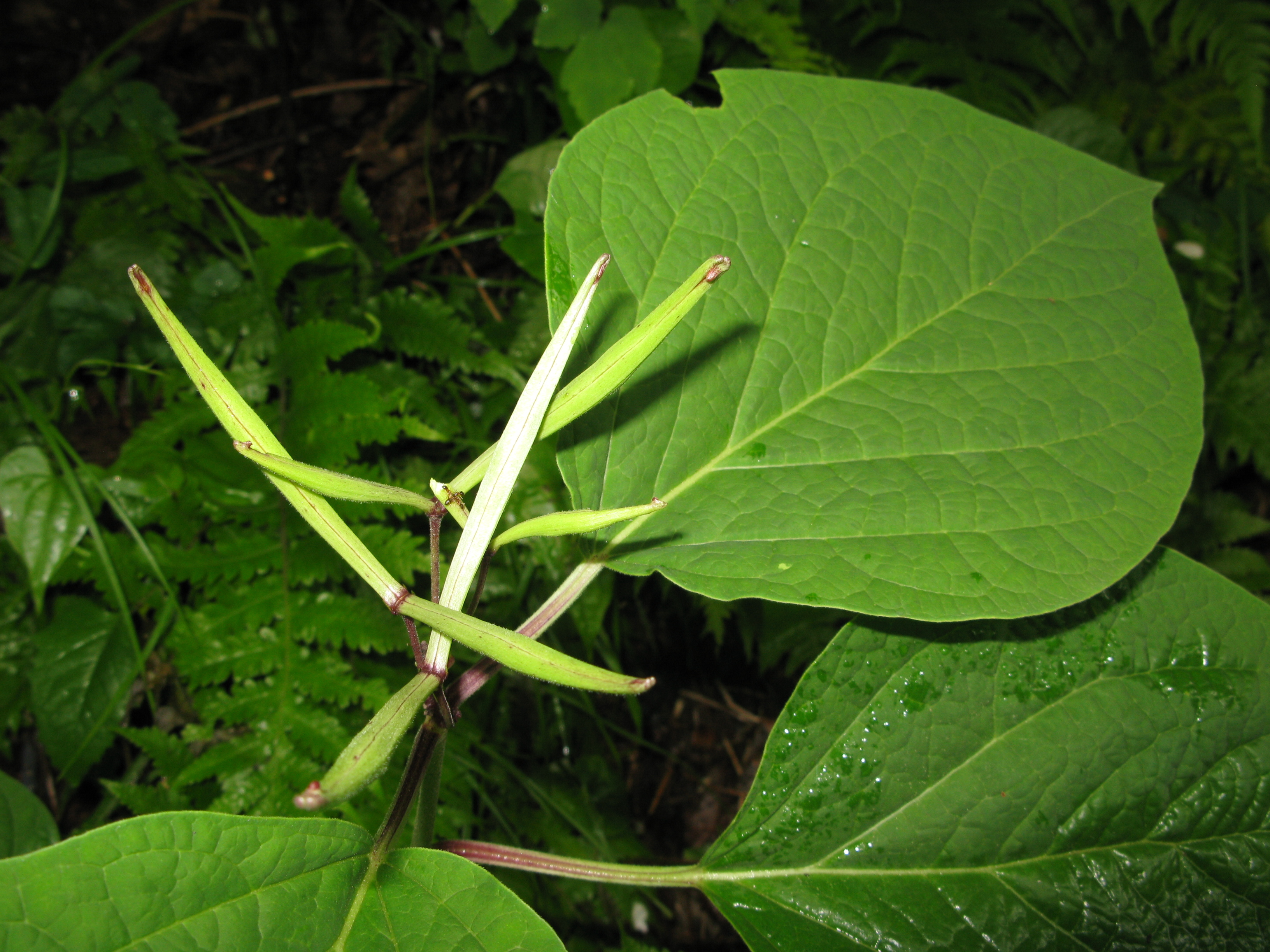
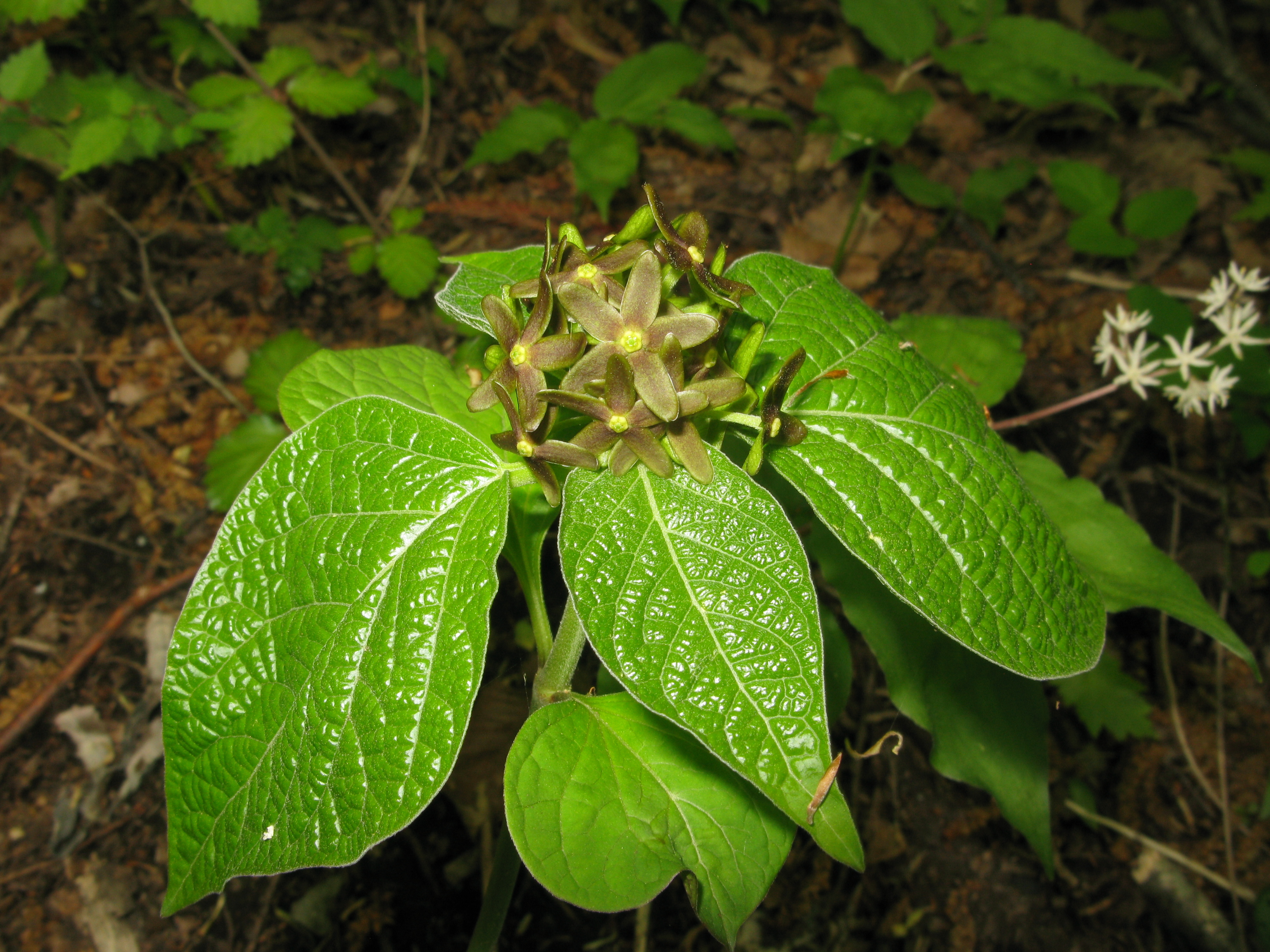